# Коста Фонтана (Ђенова)
Коста Фонтана је насеље у Италији у округу Ђенова, региону Лигурија.
Према процени из 2011. у насељу је живело 321 становника. Насеље се налази на надморској висини од 511 м.